# Le avventure di Ellery Queen
Le avventure di Ellery Queen è la prima raccolta di racconti polizieschi di Ellery Queen, pubblicata in volume nel 1934. I racconti erano stati pubblicati in precedenza su diverse riviste, Redbook, Mystery, Great Detective Stories e Mystery League fra il 1933 e il 1934, ad eccezione del primo della serie, scritto appositamente per l'edizione in volume.

## Racconti
- L'avventura del viaggiatore africano (The Adventure of the African Traveler)
- L'avventura dell'acrobata impiccata (The Adventure of the Hanging Acrobat)
- L'avventura dell'un penny nero (The Adventure of the One-Penny Black)
- L'avventura della signora barbuta (The Adventure of the Bearded Lady)
- L'avventura dei tre zoppi (The Adventure of the Three Lame Men)
- L'avventura dell'innamorato invisibile (The Adventure of the Invisible Lover)
- L'avventura del portasigarette di tek (The Adventure of the Teakwood Case)
- L'avventura del cane a due teste (The Adventure of the Two-Headed Dog)
- L'avventura dell'orologio sotto la campana di vetro (The Adventure of the Glass-Domed Clock)
- L'avventura dei sette gatti neri (The Adventure of the Seven Black Cats)
- L'avventura del tea-party da pazzi (The Adventure of the Mad Tea-Party)

## Critica
"I primi racconti di Ellery Queen sono notevoli per la sostanza e la complessità delle trame [...] Alcuni dei racconti migliori della collezione sono gli ultimi."

Ellery Queen (inteso come autore) definì L'avventura del tea-party da pazzi come il suo migliore racconto mai scritto. Nel 1975 la storia fu adattata per uno degli episodi della serie televisiva prodotta dalla NBC. La puntata, andata in onda il 30/10/1975, segue fedelmente la trama del racconto.

## Edizioni
- Ellery Queen, Le Avventure di Ellery Queen, traduzioni di Tina Honsel, Marcella Dallatorre, N.A., Hilja Brinis, Dafne Caminita, collana I Racconti di Ellery Queen (n. 1), Arnoldo Mondadori Editore, 1984,  p. 303.